# 金刚山地
金刚山地（こんごうさんち）是位于大阪平原与奈良盆地之间的山地，构成了河内国与大和国的历史边界，同时也是大阪府与奈良县的部分省界。主峰为金刚山，海拔1,125米，属于金刚生駒纪泉国定公园。

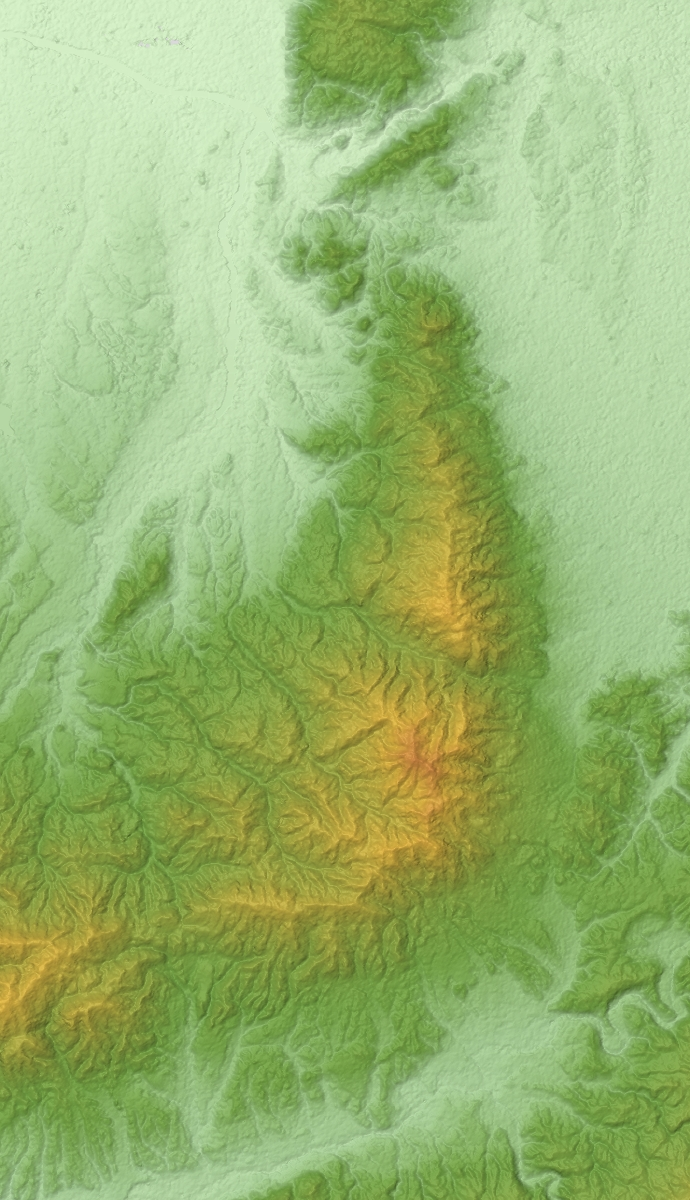
金刚山地的地形

## 地理
金刚山地南北延伸约20公里，东西宽约5公里，海拔高度在400至1,100米之间。
北端由大和川与生駒山分隔，南端连接吉野川。在千早峠附近，山脉转向西，经过纪见峠后与和泉山脉相连。山地东麓通过丘陵地带与龙门山接壤。金刚山地北部主要由花岗岩构成，南部则由泉南流纹岩类与和泉层群组成。

## 主要山峰
- 明神山（273.6米）
- 二上山
  - 雄岳（517米）
  - 雌岳（474米）
- 岩橋山（658.8米）
- 大和葛城山（959.2米）
- 金刚山（1,125米）